# Sarah Jones
Sarah Jones (ur. 3 kwietnia 1983) – brytyjska zapaśniczka walcząca w stylu wolnym. Zajęła dwunaste miejsce na mistrzostwach świata w 2011. Czwarta na igrzyskach Wspólnoty Narodów w 2010 i piąta w 2014. Brązowa medalistka mistrzostw Wspólnoty Narodów w 2011 roku.